# Mosunetuzumab
Mosunetuzumab ist ein Arzneistoff aus der Gruppe der bispezifischen monoklonalen Antikörper. Er ist seit Juni 2022 in der EU unter dem Handelsnamen Lunsumio (Hersteller: Roche) zugelassen zur Behandlung bestimmter Formen des follikulären Lymphoms, einer seltenen Krebserkrankung des lymphatischen Systems.

## Eigenschaften

Schematische Darstellung des bispezifischen monoklonalen anti-CD3E (CD3 epsilon), anti-MS4AS (membrane spanning 4-domains subfamily A member 1) Antikörpers Mosunetuzumab

Mosunetuzumab ist ein humanisierter bispezifischer monoklonaler Antikörper vom Typ IgG1κ (Immunglobulin G1κ). Er bindet gleichzeitig an das CD20-Antigen auf B-Lymphozyten (MS4A1) und das CD3-Antigen auf T-Zellen und löst dadurch den Tod bösartiger B-Zellen aus.
Mosunetuzumab wird rekombinant in einer Ovarialzelllinie des Chinesischen Zwerghamsters (CHO-Zellen) hergestellt.

## Therapeutische Verwendung
Der Ausschuss für Humanarzneimittel (CHMP) der EMA  empfahl im April 2022 die bedingte Zulassung zur Behandlung von erwachsenen Patienten mit rezidiviertem (wiederkehrendem) oder refraktärem (behandlungsresistenten) follikulärem Lymphom (FL), die mindestens zwei vorherige systemische Therapien erhalten haben.

### Klinische Prüfung
Die Zulassungsempfehlung beruht auf den Ergebnissen einer Phase-1/2-Studie mit insgesamt 90 Patienten mit stark vorbehandeltem rezidiviertem oder refraktärem follikulärem Lymphom (r/r FL). Nach einer Monotherapie mit Mosunetuzumab wurde ein objektives Ansprechen (ORR) von 80 % sowie eine Rate für komplette Remissionen (CR) von 60 % berichtet. Das mediane progressionsfreie Überleben (PFS) betrug 17,9 Monate. Der CHMP sah im hohen Anteil an Patienten mit einem vollständigen Ansprechen und der Dauerhaftigkeit des Ansprechens ein vorteilhaftes Nutzen-Risiko-Verhältnis für die Patienten.

### Nebenwirkungen
Als sehr häufige Nebenwirkungen wurden ein Zytokin-Freisetzungssyndrom, die Abnahme der weißen Blutkörperchen (Neutropenie), Fieber, verminderte Phosphatspiegel (Hypophosphatämie) und Kopfschmerzen beobachtet.